# Footwork FA15
Footwork FA15 – samochód Formuły 1, uczestniczący w niej w sezonie 1994. Jego kierowcami byli Christian Fittipaldi (nr 9) i Gianni Morbidelli (nr 10). Projektantem samochodu był Alan Jenkins. Samochód używał "klientowskiego" silnika Ford HBE7/8 3.5 V8. Bez kierowcy ważył 515 kg.
Samochód był bardzo konkurencyjny na początku sezonu: Morbidelli zakwalifikował się na szóstym miejscu do Brazylii, Fittipaldi ukończył wyścig o Grand Prix Pacyfiku na czwartej pozycji. Podczas Grand Prix Monako Fittipaldi jechał na 5. miejscu, zanim zepsuła mu się skrzynia biegów. Morbidelii dobrze jechał w Kanadzie, który to wyścig Fittipaldi ukończył na 6. miejscu, ale został zdyskwalifikowany z powodu zbyt lekkiego samochodu. Grand Prix Niemiec obaj kierowcy ukończyli na odpowiednio czwartym i piątym miejscu. Morbidelii ukończył natomiast Grand Prix Belgii na szóstym miejscu.

## Wyniki
| Legenda oznaczeń w tabelach wyników Wyświetl szablon na nowej stronie | Legenda oznaczeń w tabelach wyników Wyświetl szablon na nowej stronie                                                                     |
| Oznaczenie                                                            | Wyjaśnienie |
| --------------------------------------------------------------------- | --- |
| Złoty                                                                 | Zwycięzca lub mistrzostwo |
| Srebrny                                                               | 2. miejsce lub wicemistrzostwo |
| Brązowy                                                               | 3. miejsce lub II wicemistrzostwo |
| Zielony                                                               | Ukończył, punktował (w klasyfikacji generalnej, gdy zdobył co najmniej jeden punkt na przestrzeni sezonu, poza trzema powyższymi opcjami) |
| Niebieski                                                             | Ukończył, nie punktował (w klasyfikacji generalnej, gdy nie zdobył co najmniej jednego punktu na przestrzeni sezonu)                      |
| Czerwony                                                              | Nie zakwalifikował się (NZ) |
| Czerwony                                                              | Nie prekwalifikował się (NPK) |
| Różowy                                                                | Nie ukończył (NU) |
| Różowy                                                                | Niesklasyfikowany (NS) (w klasyfikacji generalnej, gdy nie został sklasyfikowany w żadnym wyścigu sezonu)                                 |
| Czarny                                                                | Zdyskwalifikowany (DK) |
| Czarny                                                                | Wykluczony (WYK/EX) |
| Biały                                                                 | Nie wystartował (NW) |
| Biały                                                                 | Kontuzjowany (K/INJ) |
| Biały                                                                 | Wyścig odwołany (OD/C) |
| Bez koloru                                                            | Został wycofany (WYC/WD) |
| Bez koloru                                                            | Nie przybył (NP/DNA) |
| Bez koloru                                                            | Nie brał udziału w treningach (NT/DNP) |
| Bez koloru                                                            | Nie został zgłoszony (–) |
| Pogrubienie                                                           | Start z pole position |
| Kursywa                                                               | Najszybsze okrążenie wyścigu |
| †                                                                     | Nie ukończył, ale jego rezultat został zaliczony ze względu na przejechanie więcej niż 90% dystansu wyścigu.                              |
| *                                                                     | Sezon w trakcie |
| 1/2/3                                                                 | Punktowana pozycja w sprincie kwalifikacyjnym                                                                                             |
| Lista systemów punktacji Formuły 1                                    | |

| Sezon | Zespół   | Silnik | Opony | Kierowcy             | 1   | 2   | 3   | 4   | 5   | 6   | 7   | 8   | 9   | 10  | 11  | 12  | 13  | 14  | 15  | 16  | Pkt. | Msc. |
| ----- | -------- | ------ | ----- | -------------------- | --- | --- | --- | --- | --- | --- | --- | --- | --- | --- | --- | --- | --- | --- | --- | --- | ---- | ---- |
| 1994  | Footwork | Ford   | G     |                      | BRA | PAC | SMR | MCO | ESP | CND | FRA | GBR | DEU | HUN | BEL | ITA | POR | EUR | JPN | AUS | 9    | 9    |
| 1994  | Footwork | Ford   | G     | Christian Fittipaldi | NU  | 4   | 13  | NU  | NU  | DK  | 8   | 9   | 4   | 14  | NU  | NU  | 8   | 17  | 8   | 8   | 9    | 9    |
| 1994  | Footwork | Ford   | G     | Gianni Morbidelli    | NU  | NU  | NU  | NU  | NU  | NU  | NU  | NU  | 5   | NU  | 6   | NU  | 9   | 11  | NU  | NU  | 9    | 9    |